# Staryj Sambir
Staryj Sambir (ukrainsk: Старий Самбір, polsk: Stary Sambor, Staremiasto, Stare Miasto) er en by i Sambir rajon, Lviv oblast i det vestlige Ukraine, tæt på grænsen til Polen. Staryj Sambir er hjemsted for administrationen af Staryj Sambir urban hromada, en af hromadaerne i Ukraine. 
I 2021 havde byen  6.518 indbyggere.

## Historie
Sambir, kendt på polsk som Sambor, blev første gang nævnt i dokumenter i 1378.
I 1501 blev der åbnet en romersk-katolsk kirke her, og i 1553 fik Staryj Sambir byrettigheder. I 1668 blev der bygget et rådhus, og i begyndelsen af det 18. århundrede blev den lokale kirke ombygget. Indtil 1772 (se Polens delinger) hørte Sambir til Przemysl Land, Ruthenisk voivodskab. Fra 1772 til slutningen af 1918 hørte Sambir til det østrigske Galicien. I 1880 var der 3.482 indbyggere, heraf 1.399 græsk-katolikker, 704 romersk-katolikker og 1.377 jøder.
Under Den polsk-ukrainske krig blev Staryj Sambir erobret af polakkerne, hvis besiddelse af byen blev bekræftet i Freden i Riga. Ifølge folketællingen i 1921 havde byen en befolkning på 4.314 indbyggere, heraf 1.534 jøder. I Den anden polske republik var den hovedsæde for et amt i Lwow voivodskab (indtil 1932). Efter invasionen af Polen i 1939 blev byen annekteret til Sovjetunionen. Dens jødiske indbyggere blev myrdet under Holocaust.